# Budakóc
Budakóc (másképpen Budakovác, horvátul: Budakovac) falu Horvátországban, Verőce-Drávamente megyében. Közigazgatásilag Gradinához tartozik.

## Fekvése
Verőce központjától légvonalban 19, közúton 26 km-re, községközpontjától légvonalban 9, közúton 12 km-re keletre, Nyugat-Szlavóniában, a Drávamenti-síkságon, a Dráva jobb partján fekszik. A falu belterülete a Dráva egyik holtágának két partján, félkör alakban húzódik.

## Története
A falu a 19. század első felében keletkezett a Dráva egyik széles holtágának két oldalán. A holtág külső, nyugati oldalán fekvő falurésznek a Buda, a belső, keleti oldalán fekvő falurésznek pedig a Pest nevet adták. Később a két részt átkeresztelték Stari, illetve Novi Budakovacra. A két településrész főutcáját kompjárat kötötte össze. A falu magyar iskoláját 1865-ben nyitották meg, mely később a Julián egyesület irányítása alatt magyar anyanyelvű Julián-iskolaként működött. Mellette pedig gazdasági népkönyvtár és vándorkönyvtár is volt. Az intézmény vezető tanítója 1913-ban Berecz László volt.
A településnek 1857-ben 350, 1910-ben 674 lakosa volt. 1910-ben a népszámlálás adatai szerint lakosságának 72%-a magyar, 16%-a német, 4%-a horvát anyanyelvű volt. Az I. világháború után 1918-ban az új szerb-horvát-szlovén állam, majd később (1929-ben) Jugoszlávia része lett. A magyar és német lakosság helyére horvátok és szerbek települtek be. 1991-ben 338 főnyi lakosságának 55%-a horvát, 20%-a magyar, 14%-a szerb nemzetiségű volt. 2011-ben falunak 257 lakosa volt.

## Lakossága
| Lakosság változása | Lakosság változása | Lakosság változása | Lakosság változása | Lakosság változása | Lakosság változása | Lakosság változása | Lakosság változása | Lakosság változása | Lakosság változása | Lakosság változása | Lakosság változása | Lakosság változása | Lakosság változása | Lakosság változása | Lakosság változása |
| ------------------ | ------------------ | ------------------ | ------------------ | ------------------ | ------------------ | ------------------ | ------------------ | ------------------ | ------------------ | ------------------ | ------------------ | ------------------ | ------------------ | ------------------ | ------------------ |
| 1857               | 1869               | 1880               | 1890               | 1900               | 1910               | 1921               | 1931               | 1948               | 1953               | 1961               | 1971               | 1981               | 1991               | 2001               | 2011               |
| 350                | 692                | 683                | 684                | 685                | 674                | 647                | 756                | 816                | 797                | 686                | 537                | 411                | 338                | 299                | 257                |

(1991-től Stari és Novi Budakovac egyesítése Budakovac néven. Az adatok 1948-tól Novi Budakovac, 1857-től 1981-ig Stari Budakovac adatait tartalmazzák.)

## Nevezetességei
A falu központjában álló Szent Rozália kápolnát a 19. században építették. A kápolna külső falán az 1896-os évszám látható, amikor a faluban nagy árvíz pusztított. Ez az adat azt jelenti, hogy az épület akkor már bizonyosan állt. 1980-ban a kápolna új bádogtetőt kapott, 1995-ben pedig megújították és bővítették.

## Oktatás
A településen a gradinai elemi iskola alsó tagozatos területi iskolája működik.